# Олександра Кентська
Принцеса Олександра Єлена Єлизавета Ольга Крістабель Кентська, високодостойна леді Огілві (англ. Princess Alexandra Helen Elizabeth Olga Christabel, The Honourable Lady Ogilvy; нар.. 25 грудня 1936) — член британської королівської сім'ї, принцеса Кентська, двоюрідна сестра британської королеви Єлизавети II.
Єдина донька герцога Кентського Джорджа (четвертого сина короля Великої Британії Георга V та королеви Марії Текської) і принцеси Грецької та Данської Марини, доньки Миколи, принца Грецького та Данського й Великої княгині Олени Володимирівни. 24 квітня 1963 року стала дружиною високодостойного Ангуса Огілві. На квітень 2024 року посідає 57-е місце в порядку успадкування британського престолу.

## Життєпис
Принцеса Олександра народилася 25 грудня 1936 року в сім'ї герцога Кентського Джорджа, молодшого сина короля Великої Британії Георга V та його дружини королеви Марії Текської. Матір'ю принцеси була герцогиня Кентська Марина, уроджена принцеса Грецька та Данська, донька принца Миколи Грецького та Данського та Великої княгині Олени Володимирівни Романової. На момент свого народження вона посідала шосте місце в лінії наслідування британського престолу.
Принцесу було охрещено у приватній каплиці Букінгемського палацу 9 лютого 1937 року. Її хрещеними були: король Георг VI та королева-консорт Єлизавета (її дядько й тітка), королева Норвегії (її двоюрідна бабуся), Олена Володимирівна Романова (її бабуся), принцеса Ольга Югославська (її тітка), принцеса Беатриса Великобританська (її двоюрідна) граф Александр Атлонський (її двоюрідний дід) та граф Карл Теодор Террінг-Йеттенбах (дядько по материнській лінії).
Донька була названа на честь своєї прабабусі, королеви Олександри Данської, своєї бабусі, Великої княгині Олени Володимирівни, та двох тіток, принцес Єлизавети та Ольги Грецьких. Вона отримала ім'я Крістабель, бо народилася на Різдво.
Принцеса провела дитинство у Великій Британії. Під час Другої світової війни вона жила разом із бабусею королевою Марією. Її батько загинув 25 серпня 1942 року в авіакатастрофі. У 1947 році вона була подружкою нареченої на весіллі принцеси Єлизавети та принца Філіпа Грецького (майбутніх королеви Єлизавети II та герцога Единбурзького).

## Шлюб
24 квітня 1963 року принцеса вийшла заміж за високодостойного Ангуса Джеймса Брюса Огілві (1928—2004), другого сина 12-го графа Ейрлі та леді Олександри Кок. У весільній церемонії взяли участь усі члени королівської родини. Церемонію транслювали по всьому світу, і її переглянуло близько 200 мільйонів людей.
Принцеса Олександра та сер Ангус мали двох дітей, Джеймса та Марину, і четверо онуків:
- Джеймс Огілві народився 29 лютого 1964, одружений з 30 липня 1988 року з Юлією Роулінсон.
  - Флора Олександра Огілві, народилася 15 грудня 1994 року.
  - Олександр Чарльз Огілві, народився 12 листопада 1996 року.
- Марина Вікторія Олександра Огілві, народилася 31 липня 1966 року; вийшла заміж 2 лютого 1990 року за Павла Джуліана Моуата, розлучилися 4 грудня 1997 року :
  - Зенуска Мей Моуат, народилася 26 травня 1990 року.
  - Крістіан Олександр Моуат, народився 4 червня 1993 року.

## Королівські обов'язки
Починаючи з кінця 1950-х років, принцеса Олександра Кентська виконувала багато королівських обов'язків. У 1959 році вона вирушила до Австралії. Принцеса представляла королеву в Нігерії, коли та у 1960 році стала незалежною від Великої Британії. Принцеса представляла королеву Канаді, Таїланді, Норвегії, Італії, Гібралтарі та інших. Олександра є почесним членом багатьох медичних університетів у Великій Британії та за кордоном. Принцеса є покровителем Англійської національної опери, Лондонського філармонічного хору, Лондонської академії мистецтва та музики та президентом всесвітнього фонду дикої природи Великої Британії.

## Титули
- 25 грудня 1936 — 24 квітня 1963 : Її королівська Вельможність принцеса Олександра Кентська
- З 24 квітня 1963 року : Її королівська Вельможність принцеса Олександра, високодостойна леді Огілві